# Raión de Kompanivka
Kompanivka (en ucraniano: Компаніївський район) es un raión o distrito de Ucrania en el óblast de Kirovogrado. 
Comprende una superficie de 967 km².
La capital es la ciudad de Kompanivka.

## Demografía
Según estimación 2010 contaba con una población total de 16700 habitantes.

## Otros datos
El código KOATUU es Koatuu. El código postal 28400 y el prefijo telefónico +380 5240.